# Laniste
Pour le village serbe, voir Lanište.
Le laniste (lanista en latin) est dans la Rome antique un marchand, entraîneur et propriétaire de gladiateurs.

## Étymologie
Elle est obscure. S'il faut en croire Isidore de Séville, qui écrit après l'extinction de la gladiature, le mot signifierait «bourreau» en étrusque. Selon les sources romaines,  le mot proviendrait de lanius, qui signifie «boucher» en latin. Ni l'une ni l'autre de ces explications n'est guère flatteuse. Sur sa stèle funéraire, un laniste nommé Marcus Julius Olympus préfère se présenter comme un negotiator familiæ gladiatoriæ pour éviter cette connotation péjorative .

## Activités
Il était propriétaire d'une troupe de gladiateurs appelée familia gladiatoria, qu'il louait ou vendait aux éditeurs, c'est-à-dire les personnes qui donnaient des spectacles de gladiateurs. 
Les lanistes, tout comme les gladiateurs étaient juridiquement tenus pour infâmes — ils ne peuvent devenir décurions, comme on le sait par la lex Iulia municipalis — et leur profession était mal vue, comme en témoigne cette épigramme de Martial : « Délateur, calomniateur, pipeur, entremetteur, suceur et laniste, comment se fait-il, Vacerra, qu'étant tout cela tu n'aies pas le sou ? ». 
La fortune ne sourit donc pas à tous les lanistes. Il existe des lanistes ambulants (circumforanei en latin), qui joignent difficilement les deux bouts et qui forment et entraînent eux-mêmes les gladiateurs de leur familia. D'autres possèdent un établissement fixe, appelé ludus, dont la gestion nécessite un personnel qualifié : un ou plusieurs doctores (instructeurs), un medicus (médecin), un manicarius (armurier), un unctor (masseur).

## Laniste célèbre
Le seul laniste célèbre est Cnaeus Lentulus Batiatus, qui possédait un ludus à Capoue, d'où s'échappèrent Spartacus et ses compagnons.